# Nelson Baker
Pour les articles homonymes, voir Baker.
Nelson H. Baker, né le 16 février 1842 à Buffalo, mort le 29 juillet 1936, est un prêtre catholique américain.
Responsable de l'église de Buffalo, dans l'ouest de l'État de New York, il fonde et développe une « ville de la charité » sous le patronage de Notre-Dame de la Victoire à Lackawanna, New York. Sa ville de la charité comporte une basilique mineure, un foyer pour enfants, un foyer pour mères célibataires, un orphelinat et un refuge pour garçons, un hôpital, un foyer pour infirmières, un collège et une école secondaire.
Sa cause en béatification et en canonisation est ouverte en 1986, soutenue par la paroisse Notre-Dame de la Victoire et le diocèse de Buffalo. Il est reconnu comme « vénérable » par l'Église catholique, ses vertus héroïques ayant été reconnues par le pape Benoît XVI en 2011.

## Biographie

### Jeunesse, formation
Nelson Henry Baker naît le 16 février 1842 à Buffalo, dans l'État de New York, sur la côte Ouest des États-Unis. Il est le fils de Lewis Becker (dont l'orthographe devient plus tard Baker) et de Caroline Donnellan. Ses parents sont d'origine allemande et irlandaise, à une époque où le taux d'immigration en provenance d'Europe augmentait. Il le deuxième de quatre fils. Son père, Lewis Baker, un luthérien évangélique allemand, est un marin à la retraite, qui a ouvert un magasin d'épicerie et de marchandises diverses sur la rue Batavia (maintenant appelée Broadway) à Buffalo. Sa mère, Caroline Baker née Donnellan, est une fervente catholique irlandaise.
Tous les enfants de la fratrie sont baptisés et élevés comme catholiques. Nelson est baptisé catholique en 1851, à l'âge de 9 ans. Après ses études au lycée, son diplôme obtenu, il travaille dans le magasin de son père qui lui inculque le sens des affaires.

### Guerre de Sécession puis commerce de céréales
Pendant la guerre de Sécession, Baker s'engage à 21 ans, début juillet 1863, comme soldat de l'Union, au sein du 74e régiment de la milice de l'État de New York. Son régiment est en service le long du front de Pennsylvanie lors de la bataille de Gettysburg. Il est utilisé ensuite pour aider à réprimer les émeutes de la ville de New York en 1863.
Après la guerre, Nelson Baker rentre chez lui et lance avec succès un commerce de céréales fourragères. Il manifeste en même temps un vif intérêt pour les questions religieuses et rejoint Société de Saint-Vincent-de-Paul. Il commence aussi à suivre des cours de latin à la résidence de Saint Michel à Buffalo, futur Canisius College.
À l'été 1869, il entreprend un voyage en bateau à vapeur le long du littoral du lac Érié, profitant de cette période pour réfléchir et mettre de l'ordre dans sa vie.

### Prêtre
Il décide alors d'entrer dans la prêtrise. Quand il rentre à Buffalo, sa mère est ravie de cette nouvelle. En revanche, son père, son frère et son ancien associé, Meyer, restent dubitatifs. Nelson Baker entre au séminaire Notre-Dame des Anges, actuellement l'université de Niagara, le 2 septembre 1869.
Atteint d'érysipèle, il est hospitalisé pendant dix-huit semaines. Pendant ses études au séminaire, Nelson Baker fait partie du groupe de 108 personnes qui se rendent en pèlerinage à Rome en 1874, pour soutenir la restauration des États pontificaux. Lors de ce pèlerinage, le groupe s'arrête à Paris, et visite la basilique Notre-Dame des Victoires. Plusieurs biographes notent que la visite de ce sanctuaire marial en France marque le début de sa longue dévotion pour Notre-Dame de la Victoire,.
À Rome, le groupe rencontre brièvement le pape Pie IX au Vatican. Nelson Baker est ordonné prêtre le 19 mars 1876 par l'évêque Stephen V. Ryan, à la cathédrale Saint-Joseph de Buffalo, dans l'État de New York. Il retourne le lendemain à Notre-Dame-des-Anges, pour y célébrer sa première messe.
Sa première affectation est à Limestone Hill, maintenant Lackawanna, dans l'État de New York. Il y est vicaire du Père Thomas Hines. La paroisse comporte notamment l'église Saint-Patrick, l'orphelinat Saint-Joseph et le centre Saint-Jean. Le père Baker reste à ce ministère jusqu'en 1881, quand il est transféré à la paroisse Sainte Marie (St. Mary) à Corning. Il y est vicaire du révérend Peter Colgan.
En 1882, il est affecté de nouveau à Limestone Hill, cette fois comme surintendant. Quelques jours après le retour du père Baker à Limestone Hill, un groupe de créanciers informe le prêtre que les trois institutions paroissiales ont accumulé une dette considérable exigeant un remboursement immédiat. Il les assure que les dettes seront remboursés, évoquant son expérience des négociations comme homme d'affaires. Il utilise alors les économies personnelles qui lui restent pour rembourser une partie des dettes, et il conclut des accords verbaux pour rembourser le solde.

### Fondateur de l'association de Notre-Dame de la Victoire
C'est à cette époque-là que le père Baker crée l'Association de Notre-Dame de la Victoire et développe un concept de parrainage. Il décide d'écrire aux maîtres de poste des villes du pays, et leur demande les noms et adresses des femmes catholiques de leur région. Il écrit alors à ces femmes en leur demandant de l'aider à s'occuper des enfants de l'orphelinat et d'offrir leur parrainage. Il leur propose ainsi de rejoindre l'Association de Notre-Dame de la Victoire pour un don de 0,25 $ (25 cents) par an.
Nelson Baker fonde ensuite un journal associé, les Annales de l'Association de Notre-Dame de la Victoire, en 1888. Ce journal est envoyé aux membres de l'Association. Il informe et sollicite de l'aide pour l'orphelinat Saint-Joseph et le centre Saint-Jean. Les Annales sont publiées jusqu'en 1929, quand elles sont intégrées au Victorian Magazine. Cette publication est produite par les maisons qu'il dirige. Elle est publiée de 1895 jusqu'au début des années 1970.
L'approche de Nelson Baker pour la collecte de fonds fonctionne très bien, les créanciers sont intégralement remboursés en juin 1889. Le père Baker s'emploie également à faire en sorte que sa paroisse ne s'endette pas à nouveau. En 1891, un puits de gaz naturel est découvert sur le terrain même des maisons Notre-Dame de la Victoire, ce qui contribue à financer les coûts de chauffage. Des récits traditionnels locaux affirment que la découverte de ce puits de gaz est un miracle. En 1901, le nombre de garçons pris en charge au centre Saint-Jean a triplé et atteint le nombre de 385 jeunes ; l'orphelinat Saint-Joseph a doublé sa capacité et atteint 236 orphelins pris en charge.
Nelson Baker est nommé vicaire général du diocèse de Buffalo en 1904. Il continue à s'occuper particulièrement de ses œuvres et de sa paroisse. Mais en 1916, un incendie endommage sérieusement son église Saint-Patrick. Le père Baker ordonne d'abord des réparations, mais il décide de la remplacer. Il célèbre le 7 mai 1921 sa dernière messe dans l'église Saint-Patrick.

### Fondateur et recteur de la basilique

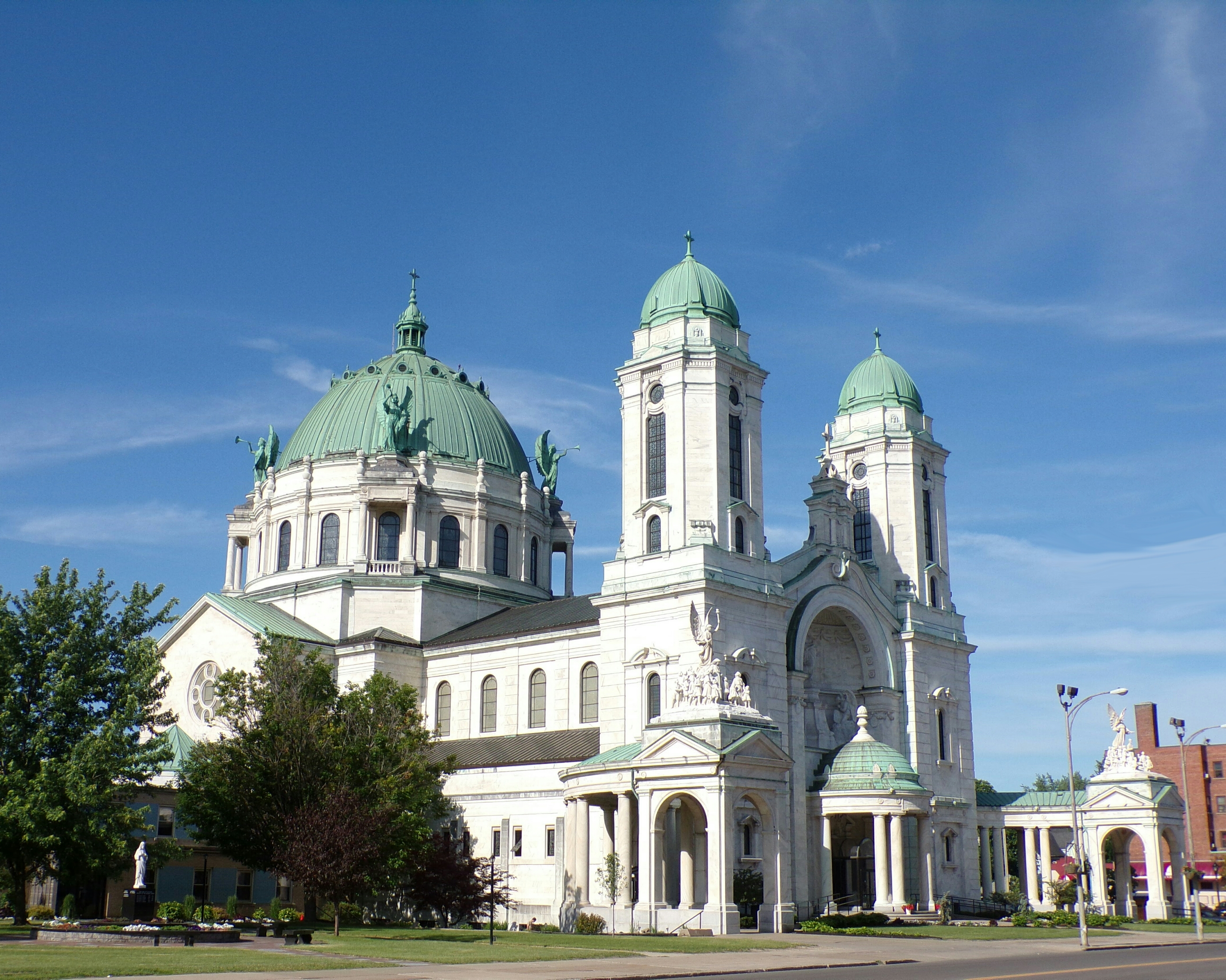
La basilique Notre-Dame de la Victoire qu'il a fait construire.

Le souhait du père Baker est de construire un grand sanctuaire sous le vocable de Notre-Dame de la Victoire, patronne de ses diverses œuvres. Conçu par Emile Ulrich, diplômé de l'Académie de Paris, l'édifice est construit pour un coût de 3,2 million de dollars, mais le projet est accompli sans aucun endettement. Le père Baker lance un vaste appel aux dons, et reçoit des milliers de réponses de donateurs, permettant le financement intégral, tant par l'intermédiaire de l'association qu'il a créée que par des dons directs, importants ou modestes.
Il lance également un appel aux artistes, et demande des réalisations de la plus haute qualité. L'architecte Emile Ulrich visite lui-même les artistes et ateliers, aux États-Unis et en Europe, pour répondre à la qualité voulue par le P. Baker.
Rome récompense en 1923 ses activités et responsabilités religieuses en le nommant protonotaire apostolique à titre honorifique, un honneur accordé à seulement cinq autres membres du clergé aux États-Unis à cette époque.
À Noël 1925, la construction du grand sanctuaire Notre-Dame de la Victoire n'est pas encore terminée, mais elle est déjà complètement financée.
Le 25 mai 1926, a lieu la consécration spéciale du nouveau sanctuaire, en présence de milliers de dignitaires locaux, de membres du clergé et des fidèles. Le père Baker préside la célébration avec l'évêque William Turner, du diocèse de Buffalo, et le cardinal Patrick J. Hayes, archevêque de New York. Deux mois plus tard, le sanctuaire national Notre-Dame de la Victoire est officiellement érigé en basilique mineure par un décret apostolique du pape Pie XI. Le grand rêve du père Baker est ainsi réalisé. Il est le recteur de la basilique jusqu'à sa mort le 29 juillet 1936.

## Cause en béatification

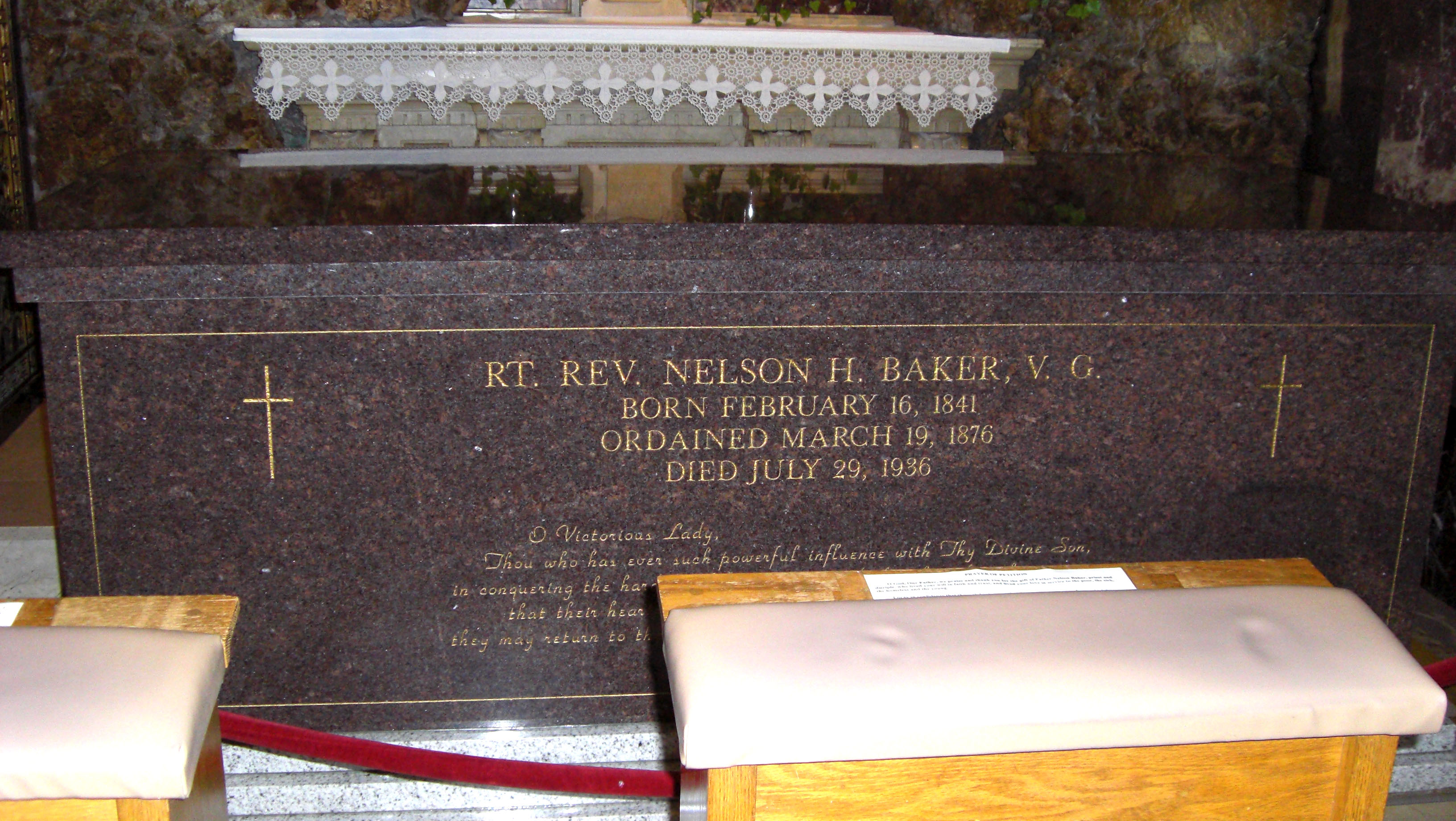
Tombe du P. Baker dans la basilique.

La cause en béatification de Nelson Baker est ouverte dans le diocèse de Buffalo. Elle est ensuite transférée à Rome à la congrégation pour les causes des saints, en 1987, il est considéré « serviteur de Dieu ». Ses restes sont exhumés du cimetière Sainte-Croix en 1999 et ré-enterrés sous l'autel de Notre-Dame de Lourdes dans la basilique Notre-Dame de la Victoire.
Le 14 janvier 2011, le pape Benoît XVI autorise la Congrégation pour la cause des saints à promulguer un décret reconnaissant les « l'héroïcité des vertus » du père Baker. Il est de ce fait proclamé vénérable.